# Línea Fitchburg
La Línea Fitchburg (en inglés: Fitchburg Line) es una de las doce líneas del Tren de Cercanías de Boston. La línea opera entre las estaciones Estación del Norte y en Fitchburg, iniciando desde Boston, Massachusetts a Fitchburg, Massachusetts.